# Заостров'є (присілок, Лодєйнопольський район)
Заостров'є (рос. Заостровье) — присілок у Лодєйнопольському районі Ленінградської області Російської Федерації.
Населення становить 7 осіб. Належить до муніципального утворення Лодєйнопольське міське поселення.

## Історія
Згідно із законом від 20 вересня 2004 року № 63-оз належить до муніципального утворення Лодєйнопольське міське поселення.

## Населення
| 1879 | 1885 | 1905 | 1997 | 2007 | 2010 |
| ---- | ---- | ---- | ---- | ---- | ---- |
| 262  | ↗284 | ↘154 | ↘2   | ↗10  | ↘7   |